# Equipe zimbabueana na Copa Davis
A equipe zimbabueana na Copa Davis representa o Zimbabwe na Copa Davis, principal competição de tênis masculina por equipes do mundo. É administrada pela Zimbabwe Tennis Association.